# Парфаньяк Алла Петрівна
Алла Петрівна Парфаньяк (нар. 9 серпня 1923, Мінськ — пом. 12 листопада 2009, Москва) — радянська і російська актриса театру і кіно. Заслужена артистка РРФСР (11.02.1977).

## Біографія
Алла Парфаняк народилася 9 серпня 1923 року в Мінську в родині інтелігентів: її батько — Петро Олексійович Парфаняк, західний українець, народився в Австро-Угорщині, був професором математики і працював у фінансовому інституті, мати була полькою.
Закінчила Театральне училище імені Бориса Щукіна в 1947 році, курс Віри Львової. Однокурсником Алли Парфаняк був Євген Рубенович Симонов. У тому ж році прийнята до трупи театру ім. Є. Вахтангова. Вже після того як вступила до Щукінського училища вона вирішила додати м'який знак наприкінці прізвища, тим самим додавши до неї трохи французьких ноток. Так і народився псевдонім Алла Парфаньяк.
Через два роки після смерті чоловіка Михайла Ульянова пережила серйозний інсульт, впала в кому. Не приходячи до тями, померла на 87-му році життя 12 листопада 2009 року в Москві. Аллу Парфаньяк поховали 17 листопада 2009 року на Новодівичому кладовищі в Москві поряд з чоловіком.

## Родина
- Перший чоловік — Микола Крючков. Познайомилися на зйомках фільму «Небесний тихоход». Розлучилися в 1957 році. Син Микола.
- Другий чоловік — Михайло Ульянов. Одружилися в 1959 році. Дочка Олена.

## Творчість

### Ролі в театрі
- «Фортеця на Волзі» Іллі Кремльова — Варенька
- «В середині століття» — Олена
- 1950 — «Знедолені» за романом Віктора Гюго, автор інсценізації — С. Радзинський. Режисер: Олександра Ремізова — Козетта
- 1952 — «Ромео і Джульєтта». Режисер Йосип Рапопорт — Дама
- 1952 — «В наші дні» Анатолія Софронова. Режисери Олександра Ремізова і Рубен Симонов — Саша
- 1952 — «Два веронці» Вільяма Шекспіра. Режисер: Євген Симонов — Сільвія
- 1954 — «Перед заходом сонця» Ґергарта Гауптмана. Режисер: Олександра Ремізова — Оттилія
- 1957 — «Місто на зорі» Олексія Арбузова. Режисер: Євген Симонов — учасник хору
- 1958 — «Ідіот» за романом Федора Достоєвського Режисер: Олександра Ремізова — Аделаїда
- «Ангела» — Нера
- 1965 — «Діон» Леоніда Зоріна. Режисер: Рубен Симонов — Фульвія
- 1966 — «Конармія» за розповідями Ісака Бабеля. Режисер: Рубен Симонов — Економка Еліза
- 1968 — «Діти сонця». Режисер: Євген Симонов — Фіма
- 1974 — «З життя ділової жінки» — Ганна Микитівна
- 1975 — «Театральна фантазія» — Лєдєнцова
- 1976 — «Річард III» Шекспіра — Королева Єлизавета
- 1979 — «Степан Разін» Василя Шукшина, автори інсценування: Михайло Ульянов і Олександр Ремез. Режисери: Михайло Ульянов, Гаррі Черняховський — Альона
- 1985 — «Скупник дітей» — Лікар Гозар
- 1987 — «Брестський мир» — Крупська
- 1990 — «Березневі іди» — Сервілія

## Фільмографія
- 1945 — Небесний тихохід — Валя Петрова, корреспондентка
- 1959 — Місто на зорі (фільм-спектакль) — хор
- 1960 — Серця повинні горіти (фільм-спектакль) — Олена
- 1972 — Найостанніший день — Агнесса Павлівна, вдова професора
- 1975 — Конармія (фільм-спектакль) — Еліза
- 1982 — Якщо ворог не здається... — епізод
- 1982 — Кафедра (телеспектакль) — Людмила Олексіївна Заначалова, мати Андрія
- 1982 — Ричард III (фільм-спектакль) — королева Елизавета
- 1989 — Брестський мир (фільм-спектакль) — Крупська
- 1991 — Будинок під зоряним небом — Соня, дружина Башкирцева